# Ludwig Börne

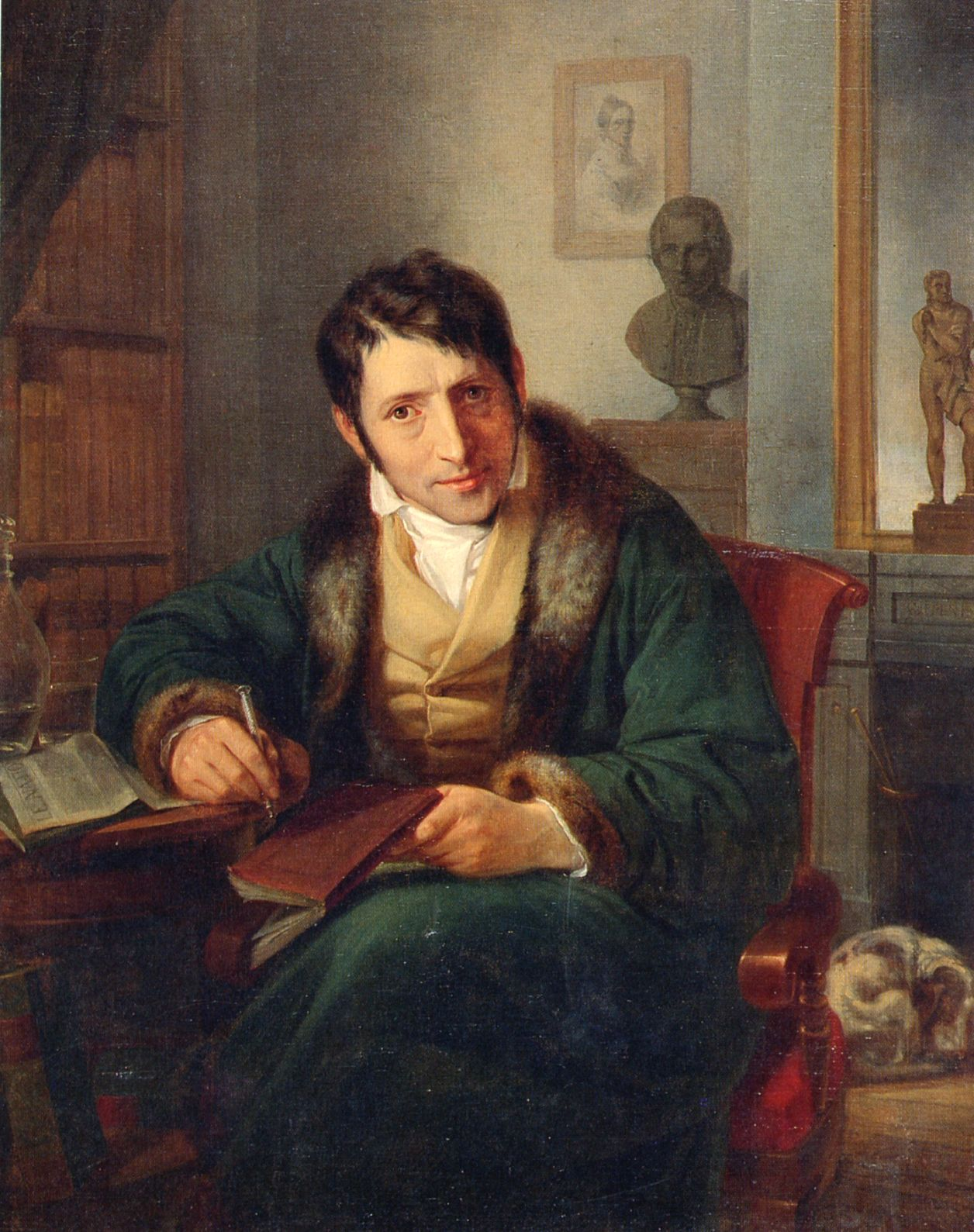
Ludwig Börne, Gemälde von Moritz Daniel Oppenheim, Öl auf Leinwand (1827).
Börnes Unterschrift:

Carl Ludwig Börne (* 6. Mai 1786 im jüdischen Ghetto von Frankfurt am Main als Juda Löb – auch Löw – Baruch; † 12. Februar 1837 in Paris) war ein deutscher Journalist, Literatur- und Theaterkritiker. Börne, der zuweilen mit Jean Paul verglichen wird, gilt aufgrund seiner pointiert-witzigen anschaulichen Schreibweise als Wegbereiter der literarischen Kritik – insbesondere des Feuilletons – in Deutschland.

## Leben, Werk und Wirkung
Ludwig Börne war der Sohn von Jakob Baruch und dessen Ehefrau Julie, geborene Gumpertz. Jakob Baruch war als Händler tätig und vertrat die Stadt Frankfurt auf dem Wiener Kongress. Ludwig Börne wurde zunächst von Hauslehrern unterrichtet und trat im Jahr 1800 in das Internat von Wilhelm Friedrich Hezel ein, um die Voraussetzungen für das vom Vater gewünschte Medizinstudium zu erfüllen.
Im November 1802 ging Löw Baruch, der sich nun Louis nannte, nach Berlin, um Medizin zu studieren. Untergebracht wurde er bei Marcus Herz, zu dessen Frau Henriette Herz er eine impulsive Neigung entwickelte. Nach dem Tod ihres Mannes offenbarte Börne seine Gefühle, wurde jedoch zurückgewiesen. Frau Herz vermittelte Börne daraufhin im Sommer 1803 zur Fortsetzung des Studiums nach Halle zu Johann Christian Reil. Er stellte, wie schon vorher Herz, mangelnde Studierfähigkeit bei Börne fest. Börne wurde aufs Gymnasium geschickt, um seine Allgemeinbildung zu verbessern. Erst 1804 immatrikulierte er sich für Medizin, hörte aber auch philosophische Seminare bei Henrik Steffens und Friedrich Schleiermacher und setzte sich mit der jüdischen Geschichte auseinander. 1806 war er gezwungen, seinen Studienort zu wechseln, da Napoleon die Schließung der Friedrichs-Universität Halle angeordnet hatte.
1807 kam es wegen Schulden zu einer schweren Auseinandersetzung mit seinem Vater; ein folgender Zivilprozess sollte sich bis 1813 hinziehen. Börne musste nach Heidelberg wechseln. Dort wechselte er von Medizin zu den erst kurz zuvor für Juden zugelassenen Rechtswissenschaften. Seinen Schwerpunkt setzt er auf die Kameralwissenschaften, die der philosophischen Fakultät angeschlossen waren. Als er auch in Heidelberg Schulden machte, musste er erneut die Universität wechseln.
1808 schrieb er sich in Gießen ein. Er wurde durch seinen früheren Internatslehrer Professor Crome gefördert, in dessen Zeitschrift Germanien er unter anderem Aphorismen veröffentlichte. Schon nach drei Monaten ließ dieser Börne zum Dr. phil. mit den Schriften Über die geometrische Gestalt des Staatsgebietes und Von dem Gelde promovieren, ohne auf ein gesondertes Examen zu bestehen. Börne war einer der ersten Juden, denen an einer deutschen Universität die Promotion ermöglicht wurde.
Börne wurde am 19. Juli 1808 in der Loge „Zur aufgehenden Morgenröthe“ in Frankfurt/Main als Freimaurer aufgenommen. Er schrieb 1811 einen Vortrag Über Freimaurerei, aus dem manche Sätze in neuere Freimaurer-Rituale Einzug gehalten haben.

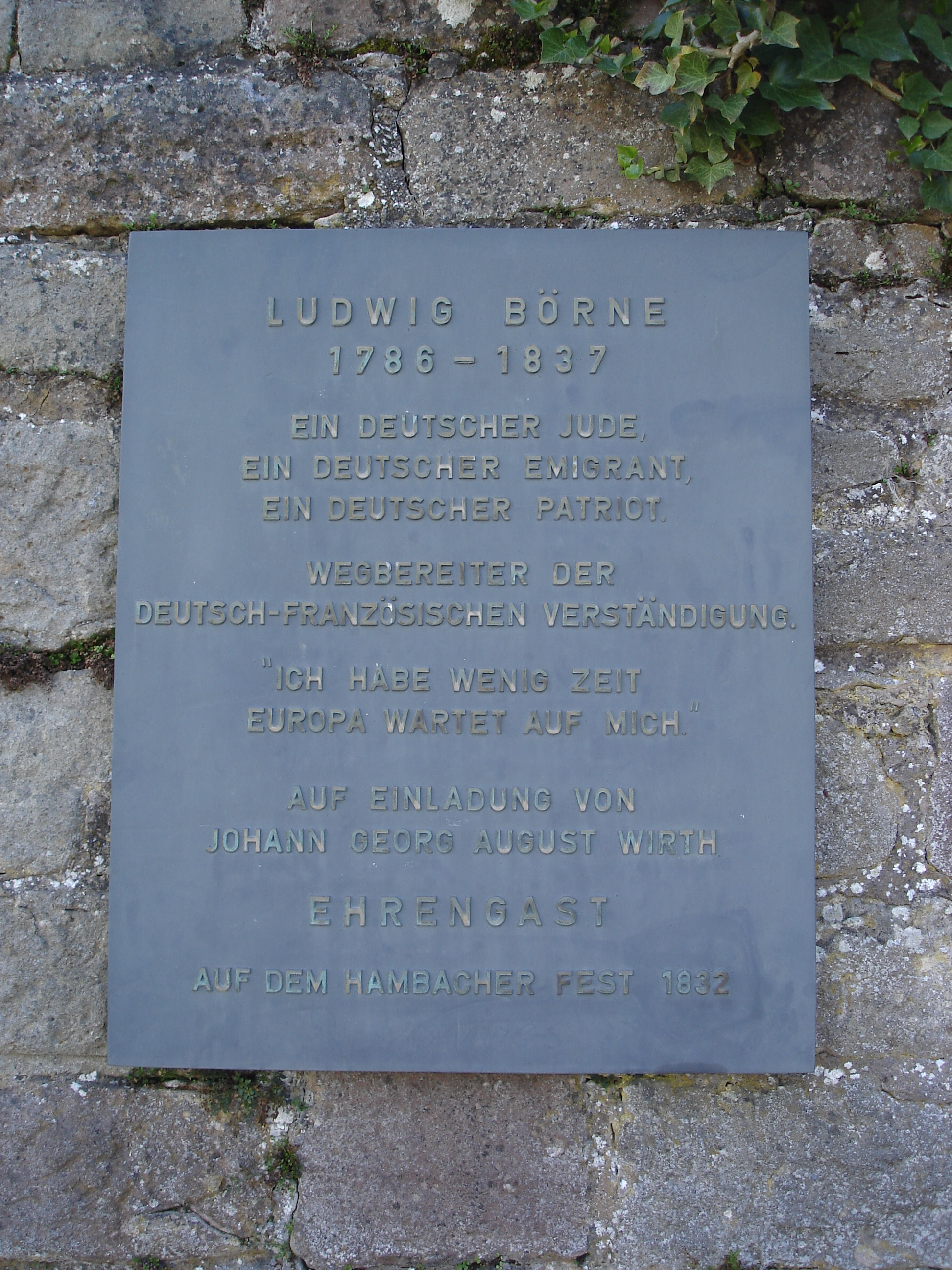
Gedenktafel für Ludwig Börne am Hambacher Schloss

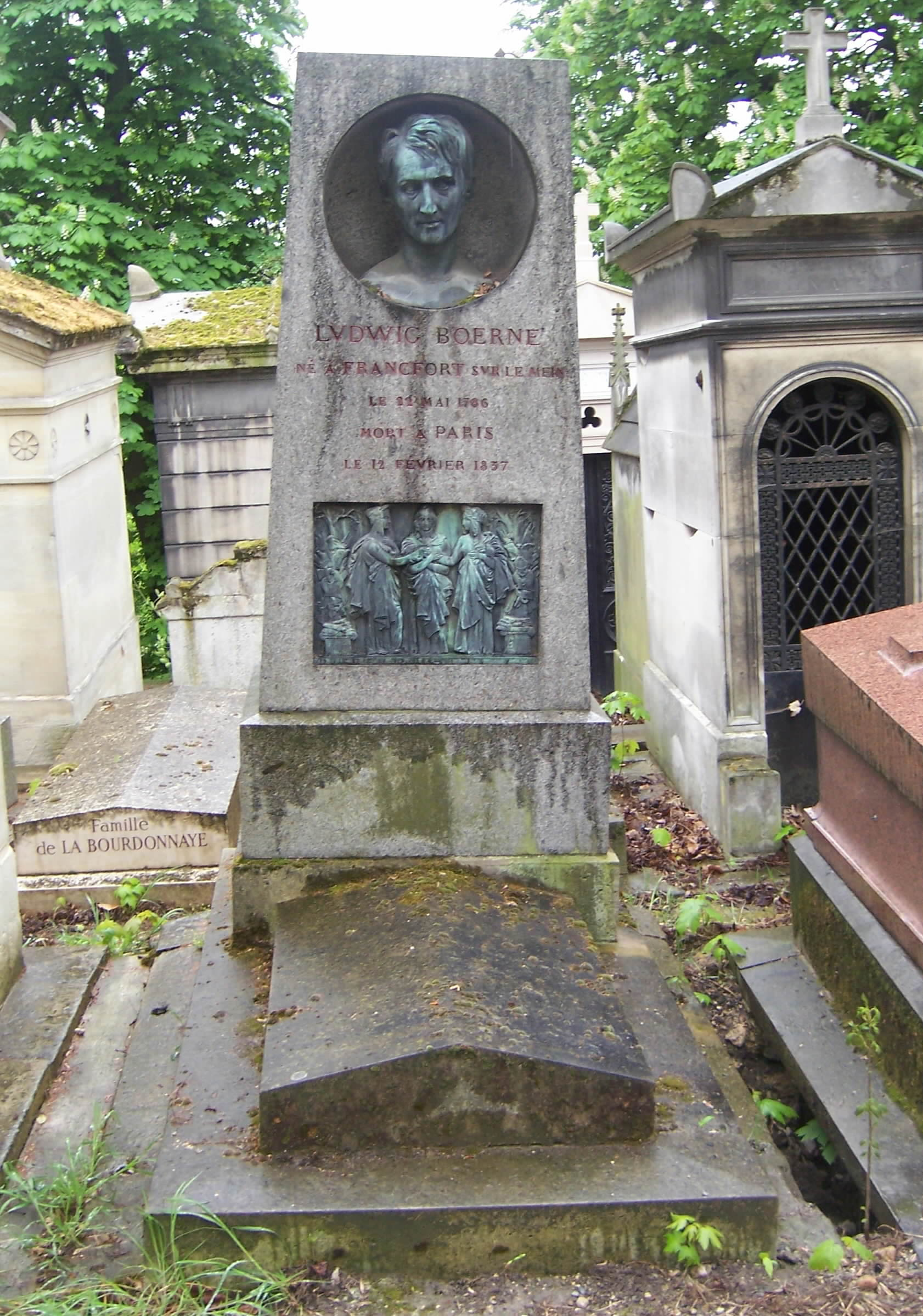
Ludwig Börnes Grab

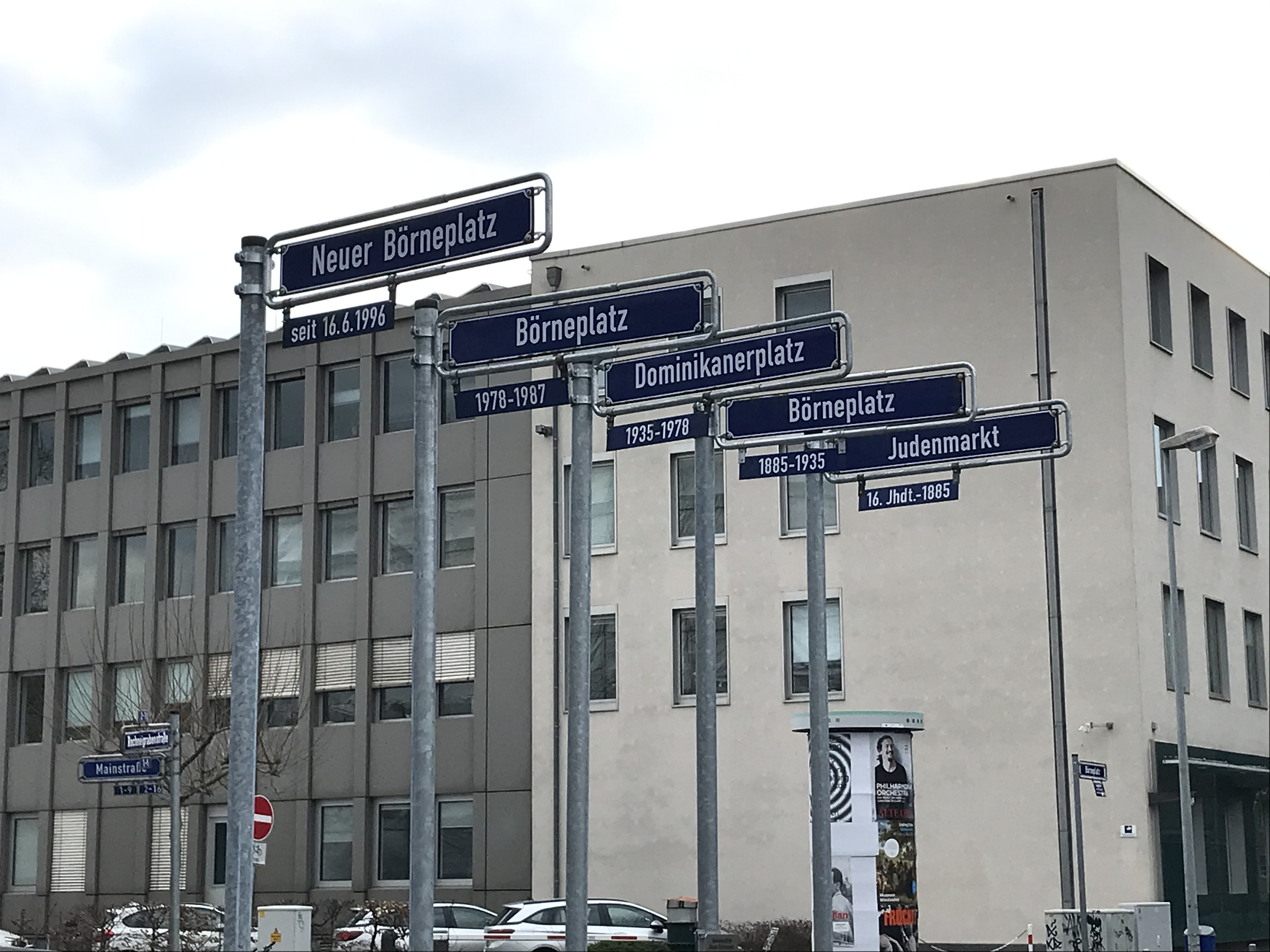
Neuer Börneplatz Frankfurt am Main

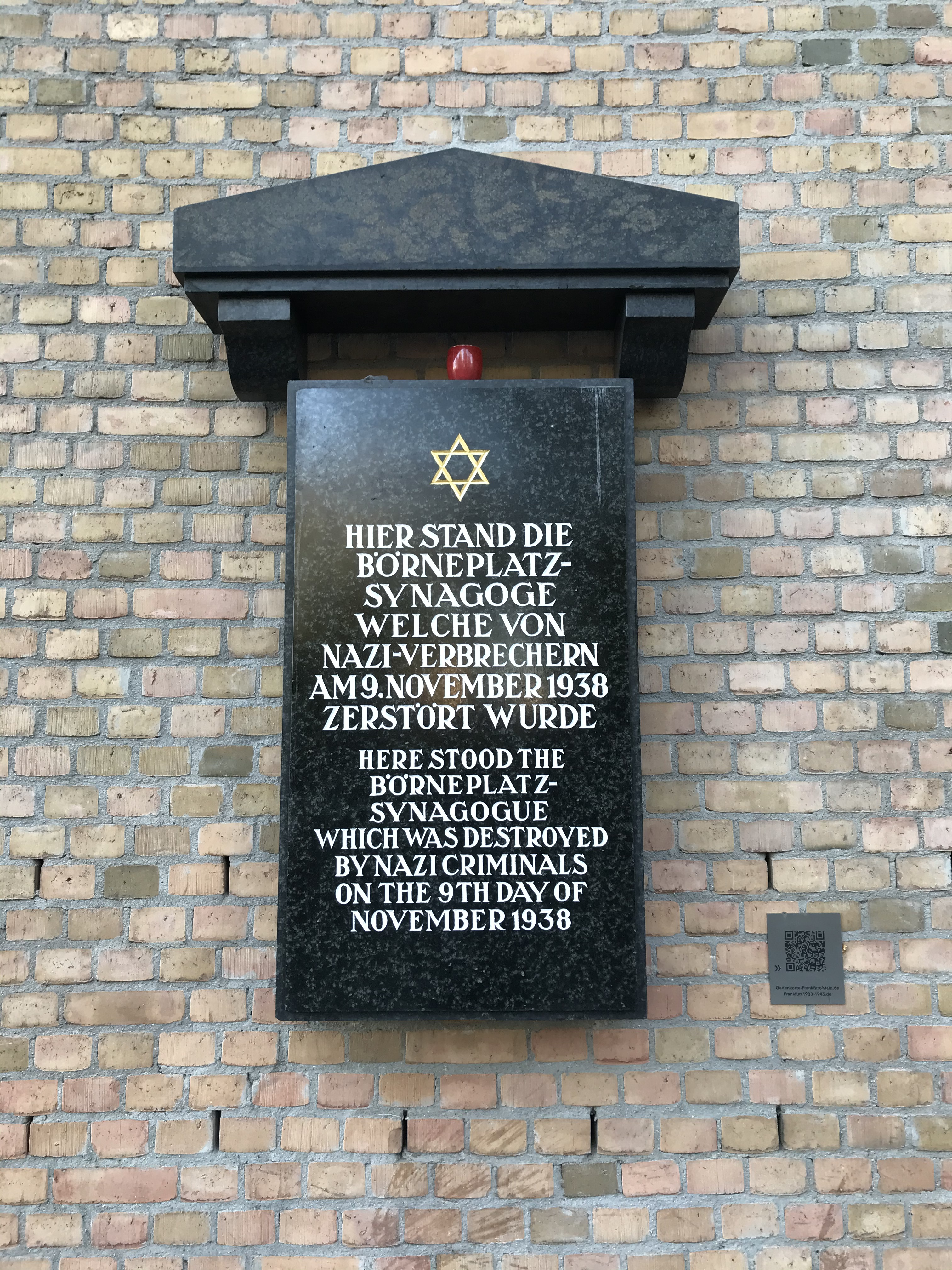
Gedenkstele der Börneplatz-Synagoge in Frankfurt am Main

1811 wurde er durch Vermittlung seines Vaters Polizeiaktuar in Frankfurt am Main, jedoch aufgrund seines Judentums 1815, nach dem Ende der liberalen Bestimmungen aus der napoleonischen Zeit, entlassen. Allerdings erstritt er vor Gericht eine lebenslange Pension von 400 Gulden jährlich als Entschädigung durch die Reichsstadt Frankfurt. 1818 ließ er sich evangelisch taufen. Bereits kurz zuvor hatte er seinen Namen von Juda Löw Baruch zu (Carl) Ludwig Börne geändert, mit der Begründung, dass sein Name zu eindeutig seine jüdische Herkunft zeige und ihm bei seiner Herausgebertätigkeit schaden könnte.
Börne betrieb insofern eine neue Art von Journalismus, als er zusammen mit Heinrich Heine einer der ersten Vertreter des kurz zuvor in Frankreich entwickelten Feuilletons im deutschen Sprachraum war. Dabei standen nicht die nachrichtliche Berichterstattung oder die Aufstellung gesellschaftlicher und politischer Forderungen im Blickpunkt, sondern die Kommentierung, Einordnung und Bewertung von Publikationen und kulturellen Werken anderer. Größeres Publikumsinteresse erregte Börne erstmals von 1818 an als Herausgeber der liberal gesinnten Eine Zeitschrift für Bürgerleben, Wissenschaft und Kunst – Die Wage. Weitere Publikationen waren die Zeitung der freien Stadt Frankfurt und die Zeitschwingen. 1828/29 gab Börne in Hamburg die Gesammelten Schriften heraus.
Als Publizist und Journalist unternahm er zahlreiche Reisen und ließ sich 1830 in Paris nieder, weil er dort durch die Julirevolution einen gesellschaftlichen Aufbruch erhoffte. Börne schrieb unter anderem für die Allgemeine Zeitung und wurde gemeinhin zur Bewegung des „Jungen Deutschland“ gezählt, mit dem Ziel der Verbreitung der Demokratie als Voraussetzung der Freiheit. Seine 1830 bis 1833 in der Korrespondenz mit Jeanette Wohl entstandenen Briefe aus Paris leiteten aus der Pariser Julirevolution die Notwendigkeit einer Revolution in Deutschland ab. Jeannette Wohl hatte er schon 1816 kennengelernt; später sollte er diese langjährige Freundin zur Verwalterin seines literarischen Nachlasses einsetzen. 1832 wurde er von Johann Georg August Wirth  zum Hambacher Fest als Ehrengast eingeladen und nahm teil. Diese Schriften, wie auch seine Metternich-kritische Zeitschrift Die Wage, wurden verboten. Auch gegen Johann Wolfgang Goethe, Wolfgang Menzel und Heinrich Heine (mit dem er zunächst befreundet war) verfasste er kritische Schriften. Er bemühte sich um eine deutsch-französische Freundschaft.
Ludwig Börne starb im Februar 1837 in Folge einer langjährigen Tuberkuloseerkrankung in Paris, wo er auf dem Cimetière du Père-Lachaise (19. Div.) ruht. Sein Grab ist heute noch zu besichtigen.

## Erinnerung
Deutsche Emigranten gründeten 1849 ihm zu Ehren den Ort Boerne in Kendall County, Texas, nahe den nach Bettina von Arnim und Ludwig Uhland benannten Orten Bettina und Uhland.
1885 wurde der Frankfurter Judenmarkt in Börneplatz umbenannt.
Seit 1993 wird in der Frankfurter Paulskirche jährlich der Ludwig-Börne-Preis an deutschsprachige politische Publizisten verliehen. 
An seiner früheren Universität Gießen wurde 2015 die Ludwig-Börne-Professur eingerichtet. Erster Amtsinhaber ist der Politikwissenschaftler Claus Leggewie.

## Zitate
- Im Dienste der Wahrheit genügt es nicht, Geist zu zeigen, man muß auch Mut zeigen (Börne: Über Deutschland, von Heine).
- Seit ich fühle, habe ich Goethe gehaßt, seit ich denke, weiß ich warum (Börne: Briefe aus Paris).
- Vieles kann der Mensch entbehren, nur den Menschen nicht.
- Nichts ist von Dauer, nur die Veränderung!
- Man kann eine Idee durch eine andere verdrängen, nur die der Freiheit nicht.
- Ich liebe nicht den Juden, nicht den Christen, weil Jude oder Christ: ich liebe sie nur, weil sie Menschen sind und zur Freiheit geboren. Freiheit sei die Seele meiner Feder, bis sie stumpf geworden ist oder meine Hand gelähmt.
- Was ist selbst der glücklichste Mensch ohne Glauben? Eine schöne Blume in einem Glase Wasser, ohne Wurzel, ohne Dauer.
- Es fließt ein Blutstrom durch achtzehn Jahrhunderte und an seinen Ufern wohnt das Christentum.
- Die Lebenskraft eines Zeitalters liegt nicht in seiner Ernte, sondern in seiner Aussaat.
- Muß ich selig sein im Paradiese, dann will ich lieber in der Hölle leiden.[9]

## Werke, Werkausgaben
Ein vollständiges Werkverzeichnis findet sich in der deutschsprachigen Wikisource.
- Hrsg.: Die Wage. Eine Zeitschrift für Bürgerleben, Wissenschaft und Kunst. 2 Bde. Hermann, Frankfurt am Main 1818/20; Laupp, Frankfurt am Main, Tübingen 1820/21; [Nachdruck:] Auvermann, Glashütte/Taunus 1972.
- Gesammelte Schriften. 8 Bde. Hoffmann und Campe, Hamburg 1829–1834.
- Briefe aus Paris. 1830–1831. 2 Bde. Hoffmann und Campe, Hamburg: 1832 (Briefe 1–48).
- Briefe aus Paris. 1831–1832. 2 Bde. Brunet, Offenbach 1833 (Briefe 49–79), erschienen unter dem Titel „Mitteilungen aus dem Gebiete der Länder- und Völkerkunde“.
- Briefe aus Paris. 1832–1833. 2 Bde. Brunet, Paris 1834 (Briefe 80–115).
- Menzel der Franzosenfresser. Barriot, Paris 1837.
- Ludwig Börne’s Urtheil über H. Heine. Ungedruckte Stellen aus den Pariser Briefen. Sauerländer, Frankfurt am Main 1840.
- Nachgelassene Schriften. 6 Bde. Bassermann, Mannheim 1844–1850.
- Börne’s Gesammelte Schriften in 12 Bänden. Tendler & Comp (Julius Grosser), Wien 1868.
- Ludwig Börnes gesammelte Schriften. Vollständige Ausgabe in sechs Bänden nebst Anhang: Nachgelassene Schriften in zwei Bänden. Mit Börnes Bildnis, einem Briefe in Faksimile und einer biographisch-kritischen Einleitung von Alfred Klaar. Hesse, Leipzig 1899.
- Börnes Werke. Historisch-kritische Ausgabe in zwölf Bänden. Hrsg. von Ludwig Geiger in Verbindung mit Jules [recte: Joseph] Dresch, Rudolf Fürst, Erwin Kalischer, Alfred Klaar, Alfred Stern und Leon Zeitlin. Bong, Berlin, Leipzig, Wien, Stuttgart 1911–1913. Bd. 1–3, 6–7, 9 (mehr nicht erschienen).
- Denkrede auf Jean Paul. Karl Rauch, Dessau 1924. (= Zweiter Reuchlindruck.) (UB Bielefeld).
- Börnes Werke in zwei Bänden. Ausgewählt u. eingeleitet von Helmut Bock u. Walter Dietze. Volksverlag, Weimar 1959. (= Bibliothek deutscher Klassiker.) - 2. Aufl. im Aufbau-Verlag, Berlin und Weimar, 1964, 4. Aufl. ebenda 1981.
- Sämtliche Schriften. Hrsg. von Inge und Peter Rippmann. Bde. 1–3: Melzer, Düsseldorf 1964; Bde. 4–5: Melzer, Darmstadt 1968. - Auch als Taschenbuchausgabe in 5 Bänden (Dreieich: Melzer 1977). - Zu dieser Ausgabe erschien ergänzend: Inge Rippmann: Börne-Index. Historisch-biographische Materialien zu Ludwig Börnes Schriften und Briefen. Ein Beitrag zur Geschichte und Literatur des Vormärz. 2 Bde. De Gruyter, Berlin, New York 1985.
- Ludwig Börne. Spiegelbild des Lebens. Aufsätze zur Literatur. Ausgewählt und eingeleitet von Marcel Reich-Ranicki. Insel, Frankfurt am Main 1993.
- Ludwig Börnes Goethe-Kritik (= Fundstücke. Bd. 2). Nach den Handschriften und Erstdrucken hrsg. von Christoph Weiß. Mit einem Nachwort von Inge Rippmann. Hannover 2004.
- Menzel, der Franzosenfresser. Hrsg., mit Anm. und einem Nachw. von Rudolf Wolff. WFB, [Bad Schwartau] 2006. (= Literarische Tradition.) ISBN 978-3-930730-43-8.

## Sekundärliteratur
- Ferdinand Backhaus: Ludwig Börne in seinem literarischen Wirken oder Resultate meiner Kritik über Börnes Schriften. O. M. Nauwerk Verlag, Zittau und Leipzig 1837.
- Eduard Beurmann: Ludwig Börne als Charakter und in der Literatur. Körner, Frankfurt am Main 1837 (2. Ausgabe: 1841).
- Heinrich Heine: Über Ludwig Börne. Hoffmann und Campe, Hamburg 1840.
- Karl Gutzkow: Börne’s Leben. Hoffmann und Campe, Hamburg 1840. - Neuausgabe hg. von Martina Lauster, Catherine Minter. Oktober Verl., Münster 2004, ISBN 3-938568-04-6. Online-Ausgabe:
- Moriz Carrière: Börne, Ludwig. In: Allgemeine Deutsche Biographie (ADB). Band 3, Duncker & Humblot, Leipzig 1876, S. 164–173.
- Michael Holzmann: Ludwig Börne, sein Leben und sein Wirken nach den Quellen dargestellt. Oppenheim, Berlin 1888 (Digitalisat).
- Anton Kuh: Börne der Zeitgenosse. Verlag der Wiener Graphischen Werkstätte, Leipzig/Wien 1922 (Digitalisat).
- Ludwig Marcuse: Revolutionär und Patriot. Das Leben Ludwig Börnes. List, Leipzig 1929 (Neuauflage als Börne. Aus der Frühzeit der deutschen Demokratie. Diogenes, Zürich 1980).
- Fritz Martini: Börne, Ludwig. In: Neue Deutsche Biographie (NDB). Band 2, Duncker & Humblot, Berlin 1955, ISBN 3-428-00183-4, S. 404–406 (Digitalisat).
- Helmut Bock: Ludwig Börne. Vom Gettojuden zum Nationalschriftsteller. Rütten & Loening, Berlin 1962.
- Wolfgang Labuhn: Literatur und Öffentlichkeit im Vormärz. Das Beispiel Ludwig Börne. Athenäum, Königstein im Taunus 1980.
- Marcel Reich-Ranicki: Ludwig Börne – Der tolerante Fanatiker. In ders: Die Anwälte der Literatur, dtv, München 1996, S. 83–99.
- Alfred Estermann (Hrsg.): Ludwig Börne. Zum 200. Geburtstag des Frankfurter Schriftstellers. Freiheit, Recht und Menschenwürde. Ausstellungskatalog. Buchhändler-Vereinigung, Frankfurt am Main 1986.
- Hans Magnus Enzensberger (Bearb.): Ludwig Börne und Heinrich Heine. Ein deutsches Zerwürfnis (= Die Andere Bibliothek. 20). Greno, Nördlingen 1986, ISBN 3-89190-220-4, ISBN 3-89190-320-0, weitere Ausgaben: Reclam, Leipzig 1991 (Reihe: RUB 1396), ISBN 3-379-00691-2; Eichborn Verlag, Frankfurt am Main 1997, ISBN 978-3-8218-4467-1.
- Ludwig Börne und Frankfurt am Main. Vorträge zur 200. Wiederkehr seines Geburtstages am 6. Mai 1986 (= Frankfurter Bibliotheksschriften. Bd. 1). Klostermann, Frankfurt am Main 1987.
- Inge Rippmann: Börne-Index. Historisch-biographische Materialien zu Ludwig Börnes Schriften und Briefen. Ein Beitrag zur Geschichte und Literatur des Vormärz. 2 Bde. De Gruyter, Berlin / New York 1985.
- Inge Rippmann, Wolfgang Labuhn (Hrsg.): Die Kunst – Eine Tochter der Zeit. Neue Studien zu Ludwig Börne. Aisthesis, Bielefeld 1988.
- Willi Jasper: Keinem Vaterland geboren. Ludwig Börne. Eine Biographie. Hoffmann und Campe, Hamburg 1989.
- Monika Rauschenberg: „La Balance“ oder die Kunst des Lebens. Zur Integration von Sozialkritik und Ästhetik in Ludwig Börnes Schriften. Lang, Frankfurt am Main u. a. 1989 (zgl. Augsburg, Diss. 1984).
- Christa Walz: Jeannette Wohl und Ludwig Börne. Dokumentation und Analyse des Briefwechsels. Campus, Frankfurt am Main und New York 2001.
- Ludwig Börne: Deutscher, Jude, Demokrat. Hrsg. von Frank Stern und Maria Gierlinger. Aufbau, Berlin 2003, ISBN 3-351-02558-0.
- Inge Rippmann: „Freiheit ist das Schönste und Höchste in Leben und Kunst“. Ludwig Börne zwischen Literatur und Politik (= Vormärz-Studien XI). Aisthesis, Bielefeld 2004.
- Winfried Böttcher: Ludwig Börne. In: Europas vergessene Visionäre. Nomos, Baden-Baden 2019, ISBN 978-3-8452-8835-2.